# Výmoly.cz
Výmoly.cz je český aktivistický projekt, zaměřený na sledování výmolů a dalších nebezpečných míst na pozemních komunikacích v Česku, sesterské projekty má též na Slovensku a v Maďarsku. Webová stránka a mobilní aplikace projektu umožňují řidičům registrovaným v projektu upozornit na výtluky a další nebezpečné silniční úseky, přičemž projekt tyto informace předává správcům silnic a nahlášená místa eviduje, zobrazuje v mapě a dále sleduje. Projekt má být efektivním komunikačním kanálem pro spolupráci motoristů a silničářů, má pomáhat efektivnější nápravě stavu silnic, upozorňovat na havarijní stav vozovek, pomáhat monitorovat nejkritičtější úseky a rozproudit veřejnou diskuzi o stavu silnic. Svou činnost doplňuje každoročními soutěžemi, v nichž je vyhlašována hitparáda nejhorších výtluků (anketní soutěž Nejhorší díra republiky), každý měsíc jsou oceňováni nejaktivnější „výmoláři“ (nahlašovatelé výmolů) a každoročně i nejaktivnější kraje jako správci silnic.

## Historie
Jako soutěžní galerie výmolů byl spuštěn na webu v úterý 25. ledna 2011,, v říjnu 2011 získal významné ocenění IEA 2011, v roce 2012 byl postupně změněn na celoroční projekt a doplněn o mobilní aplikace nejprve pro iOS (v květnu 2012) a pak pro Android, v dubnu 2012 též organizátor projektu pozval ke spolupráci správce silnic a umožnil jim komentovat jednotlivé výmoly. Od roku 2012 je projekt sponzorovaný pojišťovnou Generali a od roku 2016 je zastřešený zapsaným ústavem Výmoly.cz. Od roku 2016 je v něm možno hlásit kromě výmolů i nebezpečné železniční přejezdy a další nebezpečná místa na silnicích. Od roku 2016 projekt spustil též možnost, že obec si může na své webové stránky pomocí jednoduchého odkazu umístit mapu obce a okolí napojenou na data projektu Výmoly.cz a vytvořit tak obyvatelům i veřejné správě nový komunikační kanál pro monitorování stavu silnic v obci a jejím okolí.

## Organizátoři a partneři
Již v roce 2011 Petr Čaník psal o své společnosti PLUS DESIGN & MARKETING s.r.o. jako o subjektu, který se snaží projekt Výmoly.cz rozvíjet,  jako organizátor byl uváděn Petr Čaník osobně. Od 5. dubna 2016 pro tento účel existuje právnická osoba Výmoly.cz, z.ú., se sídlem v Kopřivnici, zakladatelem tohoto ústavu je PLUS DESIGN & MARKETING s.r.o., jejímž jediným společníkem a jednatelem je od roku 2014 Petr Čaník. Ředitelem ústavu Výmoly.cz je Tomáš Kocián z Kopřivnice, členy správní rady jsou Petr Čaník a Petra Čaníková z Kopřivnice a Jiří Cívka z Českých Budějovic (který je též tiskovým mluvčím pojišťovny Generali). Za projekt se mediálně vyjadřuje zejména Petr Čaník a Jiří Cívka. 
V roce 2011 se generálním partnerem projektu Výmoly 2011 stala síť Point S, evropské sdružení nezávislých provozovatelů pneuservisů a dealerů pneumatik.
Již od května 2012 je jako sponzor projektu uváděna Generali Pojišťovna, resp. Nadace pojišťovny Generali, původně především jako sponzor mobilní aplikace pro iPhone, již v roce 2012 ale byla i sponzorem ceny v hodnotě 100 tisíc korun na opravy výtluků pro nejaktivnější kraj. Později byla uváděna jako generální sponzor a hlavní partner, od roku 2012 poskytuje ceny do pravidelných soutěží a od roku 2016 má svého zástupce ve správní radě ústavu, který se stal organizátorem projektu.
Jako svého mediálního partnera projekt uvádí zpravodajství Zelenou vlnu Radiožurnálu Českého rozhlasu, které pro něj využilo svou síť dobrovolných dopravních zpravodajů. Od roku 2016 se soutěž koná též pod záštitou projektu BESIP Ministerstva dopravy ČR, přičemž podporu 6. ročníku soutěže vyslovil ministr dopravy Dan Ťok, „protože správci silnic berou podněty veřejnosti vážně, řeší je a výsledkem jsou bezpečnější a opravené silnice“.

## Rozsah a výsledky projektu
V září 2011 Petr Čaník na webových stránkách své společnosti PLUS DESIGN & MARKETING s.r.o. zveřejnil výzvu studentům, aby s využitím projektu Výmoly.cz psali diplomovou nebo bakalářskou práci z oboru dopravy, ekonomiky dopravy, logistiky nebo spřízněných oborů na téma Individuální a celospolečenské ekonomické dopady stavu českých silnic. Studentům nabídl zprostředkování studijní praxe a pro nejlepší práci vypsal odměnu 5000 Kč.
Za 6 let trvání projektu do dubna 2017 nahlásili motoristé přes 6 tisíc silničních výmolů. K témuž datu byla opravena takřka polovina všech výtluků, které motoristé od spuštění projektu nahlásili. K dubnu 2016 aktuálně evidoval a hlídal 5800 nahlášených úseků (přičemž více hlášení z téhož úseku je v projektu slučováno dohromady).
Podle zprávy z prosince 2019 za rok 2019 motoristé upozornili na více než 500 silničních úseků, které vyžadují opravu, z toho přes 43 procent úseků se ještě téhož roku oprav dočkalo. V roce 2018 byl podíl téhož roku opravených úseků jen 38 procent. Za 9 let trvání projektu nahlásili motoristé 8 100 silničních výmolů. Do projektu je zapojeno přes 5000 lidí v republice.

## Ocenění a hodnocení
Již v roce 2011 získal projekt Výmoly.cz hlavní cenu (Grand Prix) v soutěži Internet Effectiveness Awards, zároveň získal i cenu v oborové kategorii Auto Moto.
Několik dní po spuštění projektu v lednu 2011 autor článku na webu Živě.cz konstatoval, že služba zatím není pro řidiče příliš užitečná, protože málokdo si bude před cestou studovat, kde jaký může potkat výmol, ale že pokud by se podařilo udržovat silnou a aktuální databázi, možná by našla cestu do autonavigací či mobilních telefonů. Podle autora článku by se služba mohla uchytit také jako netradiční geolokační hra. Rovněž organizátor projektu jej v roce 2012 označil za „užitečnou sociální hru“.

## Obdobné projekty
Google si v roce 2015 nechal patentovat systém pro mapování výmolů, který využívá GPS a senzorů vertikálních otřesů, takže by měl být přesnější a rozsáhlejší než jednotlivá hlášení.
Pro hlášení závad na komunikacích existují různé lokální projekty, například: 
- Chodci sobě (projekt Pražských matek)
- Brňáci pro Brno (projekt Brněnských komunikací a. s.)
- Integrovaný inspekční a kontrolní systém TSK hl. m. Prahy (IIKS TSK, Technická správa komunikací hl. m. Prahy)
- Zmente.to, projekt města Prahy

Webové formuláře pro hlášení závad na komunikacích mají i některé krajské správy silnic.